# Tione dei Monti
Il Tione dei Monti è un fiume della provincia di Verona.
Secondo una classificazione idro-geologica, non si tratta di un fiume ma di un corso d'acqua che ha la portata di un tione, da cui deriva il suo nome Tione dei Monti.

## Percorso
Il fiume ha origine da una risorgiva situata nella parte orientale del comune di Lazise. Attraversa le colline moreniche del Garda e confluisce nel Tartaro a Povegliano Veronese, sotto la fascia delle risorgive della pianura. A Villafranca di Verona costeggia il lato sud delle mura del Castello Scaligero.
Lungo le sue rive, nel comune di Povegliano Veronese si trova l'Oasi della Bora.